# Listrognathus sauteri
Listrognathus sauteri là một loài tò vò trong họ Ichneumonidae.